# マックス・フィードラー
アウグスト・マックス・フィードラー（August Max Fiedler, 1859年12月21日 - 1939年12月1日）は、ドイツの指揮者・作曲家・ピアニスト。

## 略歴
オーバーラウジッツのツィッタウに生まれる。音楽教師であった実父カール・アウグストより最初の音楽教育を受けた後、1877年から1880年までライプツィヒ音楽院でピアノと指揮法を学び、その間グスタフ・アルブレヒトに師事した。若い頃にヨハネス・ブラームスの交響曲をブラームス自身の前で指揮したことがあり、ブラームスは講評を求められると黙っていなかったが、フィードラーの解釈には不平不満を並べなかった。1882年から1908年までハンブルク音楽院に教授として勤務するかたわら、1904年にハンブルク・フィルハーモニー管弦楽団の指揮者に就任した。演奏旅行も精力的にこなし、1905年にニューヨーク・フィルハーモニーを指揮してアメリカ合衆国にデビューし、1907年にはロンドン交響楽団を指揮している。1908年に渡米してボストン交響楽団の音楽監督に就任した。1912年にドイツに戻ると1934年までエッセンの音楽総監督に就任した。最晩年はベルリンやストックホルムに客演指揮者に迎えられ、1939年にストックホルムに客死した。
作曲家としては、交響曲、序曲、ピアノ五重奏曲、弦楽四重奏曲、ピアノ曲、歌曲を手掛けた。

## 註記
1. ↑  David Watkin in the liner notes to Original Brams compact disc published by Beulah 2000